# Патриша Хил Колинс
Патриша Хил Колинс (енгл. Patricia Hill Collins, рођена 1. маја 1948) је амерички социолог и теоретичар. Тренутно је професорка социологије на Универзитету Мериленд, Колеџ Парк. Бивши је шеф одсека Афроамеричких студија на Универзитету у Синсинатију, као и бивши председник америчког социолошког удружења (стоти по реду), функцију коју је обављала као прва жена афроамериканка.
Колинсин рад се пре свега односи на тематику везану за феминизам и род унутар афроамеричке заједнице. Њена књига Црна феминистичка мисао: знање, свест и оснажење сматра се стандардним делом.

## Живот и дело
Патриша Колинс пише о томе како је њено искуство образовног успеха пролазило кроз разна контраискуства. Прво, она је била Афроамериканка, жена, особа која је потекла из радничке породице и која је прошла кроз различите животне ситуације. У тим ситуацијама, други су је по правилу просуђивали као мање вредну од оних који су дошли из другачијих друштвених слојева. Касније је сазнала да образовни успех од ње захтева да се дистанцира од црне радничке заједнице из које је потекла. То је код ње створило тензију због које је изгубила глас.
Њен одговор на ту тензију била је формулација алтернативног разумевања друштвене теорије и алтернативног начина теоретисања уопште. Тај пројекат водио ју је до открића теоретског гласа њене заједнице и покушаја да поново поврати глас, смештајући га у ту заједницу. Покушај је кулминирао у књизи под називом Црна феминистичка мисао: знање, свест и оснажење (1990). Та антологијска књига представља једно од најпознатијих дела феминистичке и друштвене теорије за које је П. Колинс добила награду Џеси Бернард и награду Сесил Рајт Милс. Црна феминистичка мисао представља друштвену теорију као разумевање специфичне друштвене групе — црних жена. У ту сврху, Патриша Колинс користи широк дијапазон гласова — неке славне, неке незнане. Она излаже друштвену теорију која артикулише једно групно разумевање угњетавања путем укрштања расе, рода и класе — и њену историјску борбу против угњетавања. У тој књизи П. Колинс излаже посебну епистемологију (теорију сазнања) по којој црне жене процењују истину и валидност. Она такође убедљиво показује да је феминиситчко епистемолошко становиште могуће.

## Изабрана библиографија
- Another Kind of Public Education: Race, the Media, Schools, and Democratic Possibilities,.  978-0-8070-0018-2, 2009
- From Black Power to Hip Hop: Racism, Nationalism, and Feminism,.  978-1-59213-092-4, 2006
- Black Sexual Politics: African Americans, Gender, and the New Racism.  978-0-415-93099-4, 2005
- Fighting Words: Black Women and the Search for Justice.  978-0-8166-2377-8, 1998
- Race, Class and Gender: An Anthology.  978-0-534-52879-9, co-edited w/ Margaret Andersen, 1992, 1995, 1998, 2001, 2004, 2007, 2010
- Black Feminist Thought: Knowledge, Consciousness and the Politics of Empowerment.  978-0-415-92484-9, 1990, 2000